# Origins (Shaman)
Origins è il quarto album della band brasiliana power metal Shaman, pubblicato nel 2010.

## Tracce
1. Origins – 0:59
2. Lethal Awakening – 3:39
3. Inferno Veil – 5:20
4. Ego (part I) – 2:19
5. Ego (part II) – 4:57
6. Finally Home – 5:53
7. Rising Up To Life – 3:37
8. No Mind – 4:12
9. Blind Messiah – 4:12
10. Signed, Sealed & Delivered – 5:39

## Formazione
- Thiago Bianchi – voce
- Leo Mancini – chitarre
- Fernando Quesada – basso
- Ricardo Confessori – batteria